# نیاموآنه
نیاموآنه (به انگلیسی: Niamuana) یک روستا در پاکستان است که در پنجاب واقع شده‌است.